# Strada statale 332 di Levanto
La ex strada statale 332 di Levanto (SS 332), ora strada provinciale 64 Baracca-Levanto (SP 64), è una strada provinciale italiana.

## Percorso
La strada ha inizio dalla strada statale 1 Via Aurelia in località La Baracca, non distante dal passo del Bracco. La strada attraversa i territori comunali di Framura e Bonassola, giungendo infine nel centro abitato di Levanto.
A seguito della costruzione e classificazione del prolungamento terminale della strada statale 566 dir di Val di Vara, con D.M. 1/08/1990, n. 1222 - G.U. 217 del 17/09/1990 la strada è stata declassata a provinciale e consegnata alla Provincia della Spezia che l'ha classificata SP 64 Baracca-Levanto.